# Rhacopilopsis dupuisii
Rhacopilopsis dupuisii là một loài Rêu trong họ Hypnaceae. Loài này được (Renauld & Cardot) Renauld & Cardot miêu tả khoa học đầu tiên năm 1905.